# عكس (بلاغة)
العكس في البلاغة هو تكرار الكلمات في جمل متتالية، ولكن بترتيب منقول؛ على سبيل المثال، «أنا أعرف ما أحب، وأحب ما أعرف». ومثاله من القرآن الكريم: ﴿يُخْرِجُ الْحَيَّ مِنَ الْمَيِّتِ وَيُخْرِجُ الْمَيِّتَ مِنَ الْحَيِّ﴾ [الروم:19]